# Aleksandr Wiktorienko
Aleksandr Stiepanowicz Wiktorienko (ros. Алекса́ндр Степа́нович Викторе́нко, ur. 29 marca 1947 we wsi Olginka w obwodzie północnokazachstańskim, zm. 10 sierpnia 2023) – radziecki i rosyjski lotnik i kosmonauta, Bohater Związku Radzieckiego (1987).

## Życiorys
Do 1965 ukończył 10 klas szkoły średniej, od 1965 służył w Armii Radzieckiej, w 1969 ukończył z wyróżnieniem wyższą wojskową szkołę lotników w Orenburgu, był starszym lotnikiem. W maju 1978 został włączony do grupy kosmonautów i do lutego 1982 przechodził przygotowanie do lotu, od października 1978 do lipca 1979 był słuchaczem Centrum Doświadczalnego Techniki Lotniczej i Przygotowania Pilotów Doświadczalnych w Achtubinsku. 16 października 1979 podczas przygotowań w centrum badawczym kosmosu uległ wypadkowi (został porażony prądem), mimo to później wrócił do szkolenia, a 1982–1983 przechodził szkolenie w grupie międzynarodowych programów kosmicznych.
17 września 1985 podczas startu statku kosmicznego Sojuz T-14 był dublerem dowódcy statku; ponownie pełnił tę funkcję 13 marca 1986 podczas startu statku kosmicznego Sojuz T-15, a od 22 do 30 lipca 1987 wykonał swój pierwszy kosmiczny lot jako dowódca 1 ekspedycji na stację kosmiczną Mir. Startował wraz z Aleksandrem Aleksandrowem i Muhammadem Farisem, a wrócił na Ziemię wraz z Aleksandrem Ławiejkinem i Muhammadem Farisem. Lot trwał 7 dni, 23 godziny, 4 minuty i 55 sekund.
Od 6 września 1989 do 19 lutego 1990 wykonał swój drugi lot kosmiczny jako dowódca 5 ekspedycji na stację „Mir”, statkiem kosmicznym Sojuz TM-8 wraz z Aleksandrem Sieriebrowem. Podczas pobytu na stacji odbył pięć kosmicznych spacerów.
2 października 1991 podczas startu Sojuz TM-13 był dublerem dowódcy statku, a od 17 marca do 10 sierpnia 1992 odbył swój trzeci kosmiczny lot jako dowódca 11 ekspedycji na stację „Mir” statkiem kosmicznym Sojuz TM-14 wraz z Aleksandrem Kalerim i Klausem-Dietrichem Flade; podczas wyprawy odbył jeden kosmiczny spacer. Przebywał wówczas w kosmosie 145 dni, 14 godzin, 10 minut i 32 sekundy.
1 lipca 1994 podczas startu statku Sojuz TM-19 był dublerem dowódcy statku, a od 3 października 1994 do 22 marca 1995 wykonał swój czwarty lot kosmiczny jako dowódca 17 ekspedycji na stację "Mir" i statek kosmiczny Sojuz TM-20 wraz z Jeleną Kondakową i Ulfem Merboldem. Spędził wówczas w kosmosie 169 dni, 5 godzin, 21 minut i 35 sekund.
30 maja 1997 został przeniesiony do rezerwy w stopniu podpułkownika.

## Odznaczenia i tytuły honorowe
- Złota Gwiazda Bohatera Związku Radzieckiego (30 lipca 1987)
- Order Lenina (30 lipca 1987)
- Order Rewolucji Październikowej
- Order Przyjaźni Narodów
- Order „Za zasługi dla Ojczyzny” III klasy
- Kawaler Legii Honorowej (Francja)
- Lotnik Kosmonauta ZSRR
- Bohater Syryjskiej Republiki Arabskiej

Oraz 8 medali.
- Universal Astronaut Insignia za lot orbitalny (nr 201) – Stowarzyszenie Uczestników Lotów Kosmicznych (Association of Space Explorers(inne języki))[2]